# Ga Yeonsu
Ga Yeonsu là ga tàu điện ngầm trên Tuyến Suin-Bundang ở Yeonsu-gu, Incheon mở cửa vào 30 tháng 6 năm 2012.

## Bố trí ga
| ↑ Woninjae |
| \| １      |
| Songdo ↓   |

| １ | ●Tuyến Suin–Bundang |   | Hướng đi Incheon →     |
| ２ | ●Tuyến Suin–Bundang | ← | Hướng đi Cheongnyangni |